# Zespół Szkół Techniczno-Usługowych w Trzebini
Zespół Szkół Techniczno-Usługowych w Trzebini – jeden z publicznych zespołów szkół ponadpodstawowych w Trzebini. Szkoła jest jednym z organizatorów Festiwalu Artystycznego Młodzieży (FAM).
Zespół Szkół Techniczno–Usługowych w Trzebini jest placówką, która kształci w ramach Technikum oraz Branżowej Szkoły I Stopnia w zawodach:
- Technikum:
technik programista,
technik informatyk,
technik reklamy,
technik budownictwa,
technik żywienia i usług gastronomicznych,
technik usług fryzjerskich,
technik elektronik,
technik fotogtafii i multimediów,
- Branżowa Szkoła I stopnia
kucharz,
fryzjer,
wielozawodowa.

Szkoła posiada specjalistyczne klasopracownie: informatyczne, sieci komputerowych, sieci teleinformatycznych, podstaw elektroniki, dwie pracownie gastronomiczne oraz fryzjerska. W szkole znajduje się biblioteka połączoną z czytelnią internetową. ZSTU ma również dostęp do pełnowymiarowej hali sportowej. W szkole zajęcia odbywają się zajęcia w systemie jednozmianowym.

## Dyrektorzy
- Franciszek Mrowczyk (1961–1991)
- Lucyna Pitala (1991–2007)
- Marek Łazicki (2007–2018)
- Piotr Brzózka (2018–2023)
- Arkadiusz Surowiec (2023)